# Horst Bienek

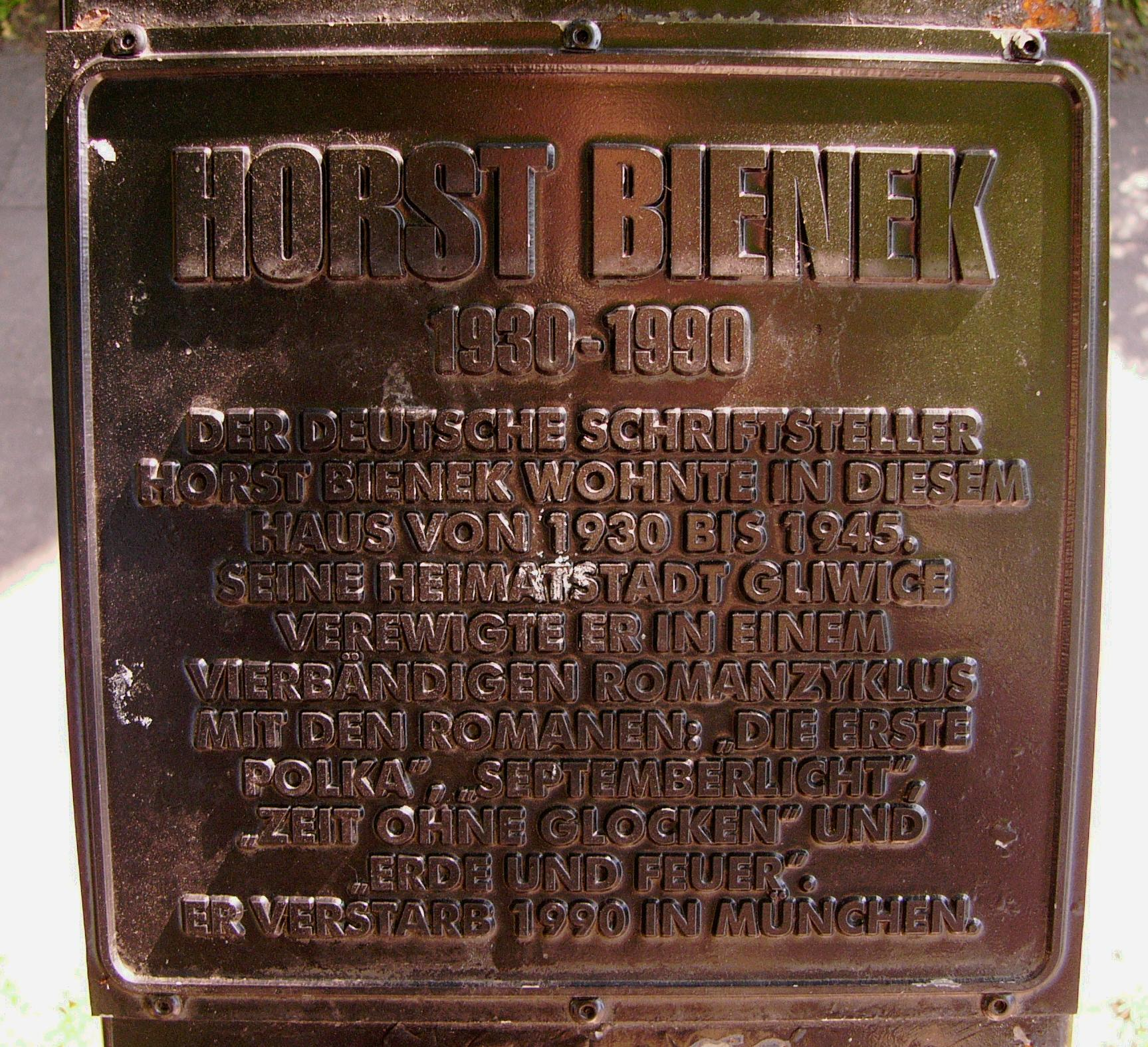
Tablica pamiątkowa w języku niemieckim

Horst Bienek (ur. 7 maja 1930 w Gliwicach, zm. 7 grudnia 1990 w Monachium) – niemieckojęzyczny pisarz, publicysta, tłumacz, reżyser filmowy narodowości śląskiej.

## Życiorys
Dzieciństwo spędził w robotniczej części Gliwic. W 1945 został wysiedlony do Niemiec (decyzję o opuszczeniu Gliwic podjął samodzielnie, ponieważ zakazano używania języka niemieckiego i przestała wychodzić niemieckojęzyczna prasa) i znalazł się w radzieckiej strefie okupacyjnej. Pobierał nauki u Bertolta Brechta w Berlinie Wschodnim. 
W 1951 został aresztowany przez NKWD za współpracę z Günterem Grellem, niemieckim dziennikarzem pracującym dla CIA, i skazany na 20 lat łagrów w Workucie (ZSRR). W oficjalnej wersji swojej biografii Bienek twierdził jednak, że zarzuty dotyczyły działania przeciwko polityce kulturalnej NRD i skazany został na 25 lat. W 1955 na podstawie amnestii został zwolniony i osiadł w RFN, gdzie pracował jako redaktor radiowy, lektor i reżyser teatralny.
W swoich pierwszych pracach zajmował się doświadczeniami okresu łagrowego. Później swoją literacką twórczość związał z Gliwicami i Górnym Śląskiem. Najwyżej cenionym dziełem Bienka jest gliwicka tetralogia: Pierwsza polka, Wrześniowe światło, Czas bez dzwonów oraz Ziemia i ogień. Akcja wspomnianych powieści toczy się w Gliwicach w okresie II wojny światowej, a w losach bohaterów odnaleźć można liczne wątki autobiograficzne. 
Był osobą homoseksualną. Zmarł na AIDS 7 grudnia 1990 w Monachium.
Uważał się za niemieckojęzycznego Ślązaka. Gliwice odwiedził w 1987, czterdzieści dwa lata po ich opuszczeniu, przy okazji realizacji filmu biograficznego. Wyraził wtedy opinię, że to Niemcy sami spowodowali utratę Śląska, popierając politykę Adolfa Hitlera.
Ulicę przy której stoi jego rodzinny dom w Gliwicach Zatorzu (niem. Stadtwald) nazwano jego imieniem, a na samym budynku umieszczono pamiątkową tablicę.

## Twórczość
- Cela (Die Zelle, 1968)
- Pierwsza polka (Die erste Polka, 1975), (powieść została sfilmowana przez Klausa Emmericha)
- Wrześniowe światło (Septemberlicht, 1977)
- Czas bez dzwonów (Zeit ohne Glocken, 1979)
- Ziemia i ogień (Erde und Feuer, 1982)
- Gliwickie dzieciństwo (Gleiwitzer Kindheit, 1976)
- Opis pewnej prowincji (Beschreibung einer Provinz, 1983)
- Zamek Königswald (Königswald oder Die Letzte Geschichte, 1984)
- Stopniowe zamieranie krzyku (Das allmähliche Ersticken von Schreien, 1987)
- Podróż w krainę dzieciństwa (Reise in die Kindheit, 1988)
- Brzozy i wielkie piece. Dzieciństwo na Górnym Śląsku (Birken und Hochöfen. Eine Kindheit in Oberschlesien, 1990).